# Doppia bielletta

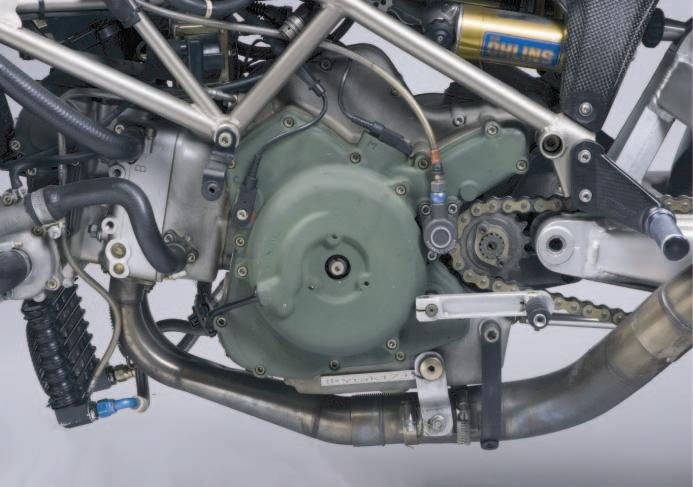
Bij de Supermono was de bovenste cilinder van de Ducati L-twin verdwenen, maar de drijfstang was gebleven en dreef een balansas aan

Doppia bielletta betekent: dubbele drijfstang.
Het motorfietsmerk Ducati paste een systeem met twee drijfstangen in 1993 toe om de trillingen van de eencilinder Ducati 502 Supermono te minimaliseren. Dit is in feite een tweecilinder motor (L-twin) waarvan een cilinder "geamputeerd" is.
Hiertoe wordt een balansas aangedreven door de drijfstang van de ontbrekende staande cilinder. Deze balansas bootst aldus de tweede zuiger na.